# Elaine Tanner
Elaine Tanner, później Watt (ur. 22 lutego 1951 w Vancouver) – kanadyjska pływaczka. Trzykrotna medalistka olimpijska z Meksyku.
Specjalizowała się w stylu grzbietowym. Zawody w 1968 były jej jedynymi igrzyskami olimpijskimi. Zajęła drugie miejsce na dystansie 100 i 200 metrów grzbietem. Była również trzecia w sztafecie kraulowej 4 × 100 metrów. W 1966 sięgnęła po siedem medali Commonwealth Games (cztery złote i trzy srebrne). Rok później była multimedalistką igrzysk panamerykańskich (2 złote – 100 i 200 m grzbietem, 3 srebrne krażki). Była rekordzistką świata na różnych dystansach. Obdarzano ją przydomkiem „Mighty Mouse”.
W 1980 została przyjęta do International Swimming Hall of Fame.